# Johannes Joosten van Musschenbroek
Johannes Joosten van Musschenbroek (Leiden, 2 augustus 1660- 10 januari 1707) was een instrumentmaker in Leiden.
De familie Van Musschenbroek heeft als stamvader de uit Gent afkomstige scheepschirurgijn Joost Gillisz. Van Musschenbroek (Gent, ca. 1560- overleden voor 1600. Gevlucht uit Vlaanderen voor de vervolging van de protestanten door Philips de Tweede vestigde zich in Rotterdam, waar hij in 1593 woonde. Zijn zoon Adriaan Joostensz. van Musschenbroek (Rotterdam, 1590-Leiden, 27 december 1663) vestigde zich als kopergieter in Leiden, waar hij werd opgevolgd door zijn naar zijn grootvader vernoemde zoon Joost (Leiden 1614 - 10 februari 1693). Ze stonden vooral bekend om hun uitstekende olielampen, waaraan ook later de naam van woonhuis en werkplaats bleef herinneren: 'De Oosterse Lamp'. De eerste Van Musschenbroek die zich richtte op het maken van instrumenten, waar door de aanwezigheid van de universiteit veel vraag naar bestond, was Samuel van Musschenbroek (1639-1681). Hij maakte onder meer vacuümpompen, pontons en microscopen. Hij stierf echter al op 41-jarige leeftijd, waarna zijn jongere broer Johannes zich verder specialiseerde in de vervaardiging van instrumenten.
Johannes was zakelijk zeer succesvol en verkocht zijn instrumenten onder andere aan Christiaan Huygens en Antoni van Leeuwenhoek, maar ook aan afnemers in het buitenland. Mede daardoor kon hij een huis aan het Rapenburg betrekken. Johannes kreeg ten minste twee zonen. De oudste, Jan van Musschenbroek (1687-1748), bezocht de Latijnse School, waarna hij zich bekwaamde in het vak van instrumentenmaker om daarna het familiebedrijf succesvol voort te zetten. Het was onder Jan, dat de werkplaats de top bereikte. Hij maakte omstreeks 1720 - voor zover bekend - de eerste toverlantaarn ter wereld. De projectielantaarn was eigendom van de Leidse hoogleraar natuurkunde Willem Jacob 's Gravesande en staat nu in het Rijksmuseum Boerhaave.
De jongere Petrus van Musschenbroek ging na het verlaten van de Latijnse School naar de Leidse Universiteit en werd later hoogleraar als medicus, wis- en natuurkundige, meteoroloog en astronoom. Ook andere leden van de familie Musschenbroek verwierven geleidelijk een meer vooraanstaande positie in de maatschappij. Volgende generaties leverden achtereenvolgens ook een burgemeester en politici op. Daarmee was de basis gelegd voor een geslacht waarvan de leden een vooraanstaande rol hebben gespeeld in de Nederlandse samenleving.
De Leidse instrumentenmakerswerkplaats van de familie Van Musschenbroek was vanaf 1660 tot 1748 in bedrijf. Het was een zeer vooraanstaande producent van wetenschappelijke instrumenten. De afnemers kwamen uit binnen- en buitenland. Ongeveer honderd van deze instrumenten zijn bewaard gebleven in musea en universitaire collecties. De grootste verzameling bevindt zich in Rijksmuseum Boerhaave als onderdeel van de collectie instrumenten van de Universiteit Leiden, het Leids Fysisch Kabinet van Willem Jacob ’s Gravesande en Petrus van Musschenbroek. Vaak zijn de instrumenten voorzien van een merkteken: de eerdergenoemde 'Oosterse Lamp' aangevuld met de gekruiste sleutels van het stadswapen van Leiden.

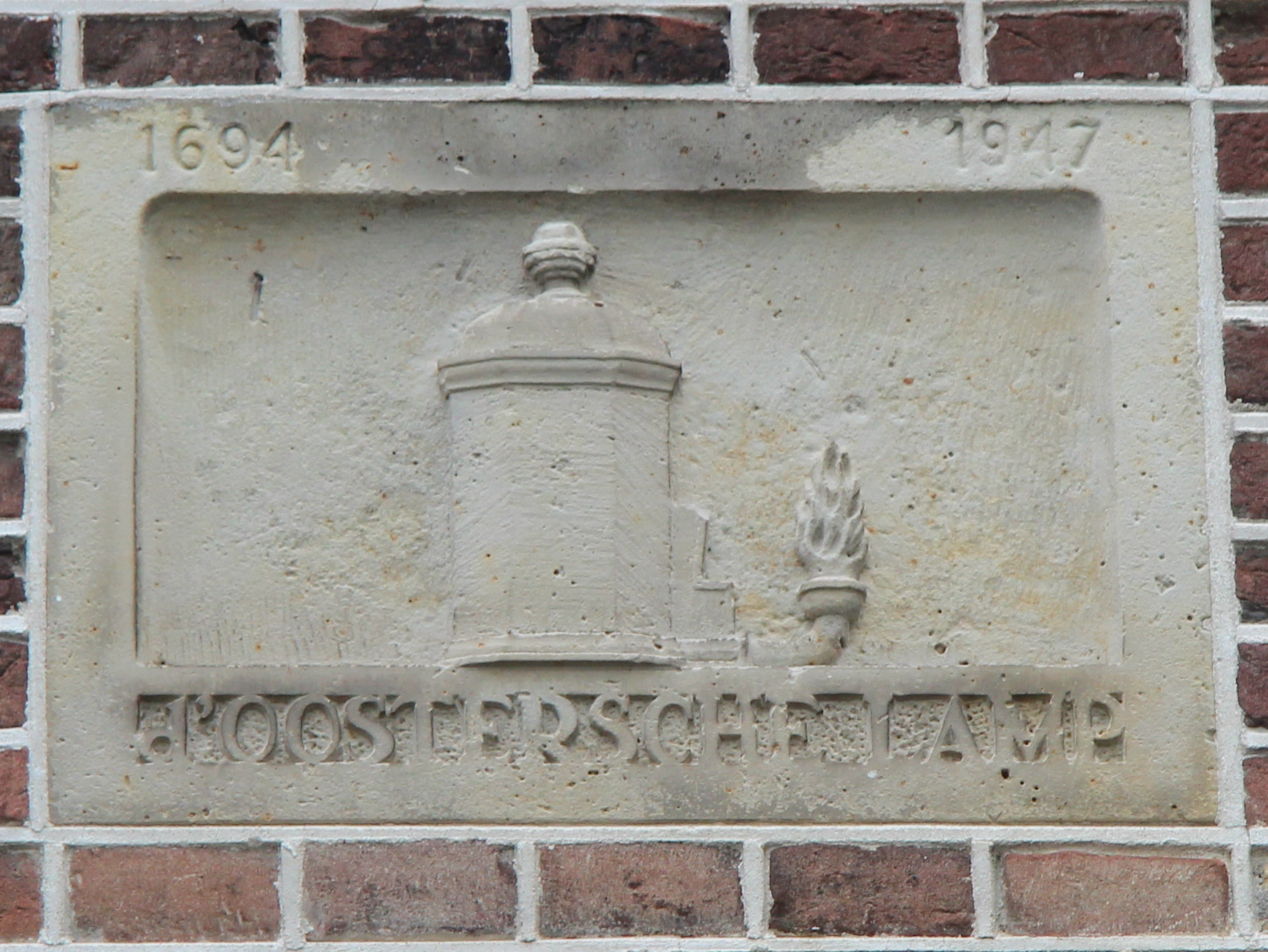
Gevelsteen d'Oosterse Lamp aan het woonhuis Rapenburg 66 te Leiden.

- Gemeinsame Normdatei: 1089913966
- International Standard Name Identifier: 0000 0003 8811 5824
- Nederlandse Thesaurus van Auteursnamen: 273411500
- Virtual International Authority File: 281220600